# Castelo de Chamarande
O château de Chamarande é um castelo do século XVII. Localizado em Chamarande, no departamento de Essonne. na França.